# Sydlig vedsvartbagge
Sydlig vedsvartbagge (Nalassus dermestoides) är en skalbaggsart som först beskrevs av Johann Karl Wilhelm Illiger 1798.  Sydlig vedsvartbagge ingår i släktet Nalassus, och familjen svartbaggar. Arten har ej påträffats i Sverige.